# Liriomyza
Liriomyza es un género de moscas minadoras de hojas de la familia Agromyzidae. Hay por lo menos 410 especies descritas de Liriomyza. Algunas especies son plagas. Por ejemplo, Liriomyza sativae es plaga de Cucurbitaceae, Leguminosae y Solanaceae.

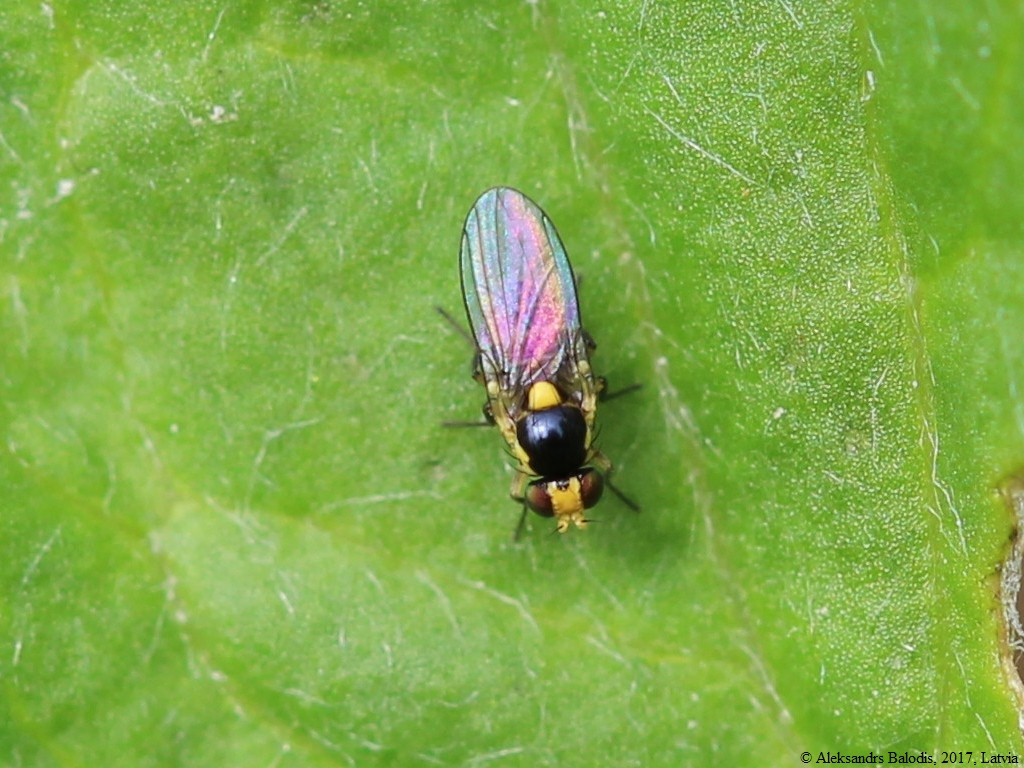
Liriomyza pusilla

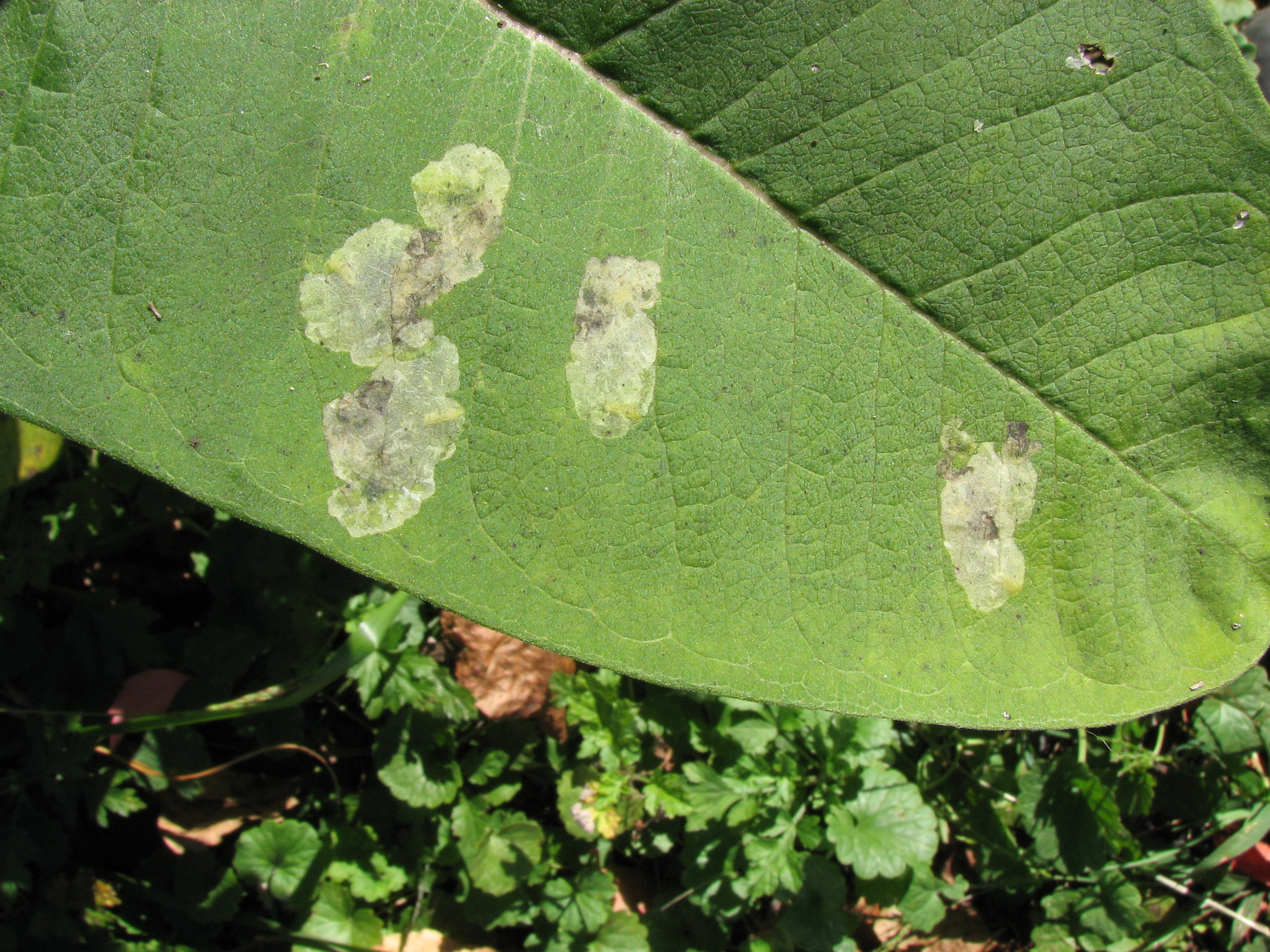
Minas producidas por Liriomyza asclepiadis en hoja de Asclepias